# Lake Montezuma
Lake Montezuma és una concentració de població designada pel cens dels Estats Units a l'estat d'Arizona. Segons el cens del 2000 tenia 3.344 habitants.

## Demografia
Segons el cens del 2000, Lake Montezuma tenia 3.344 habitants, 1.471 habitatges, i 938 famílies La densitat de població era de 108 habitants/km².
Dels 1.471 habitatges en un 20,6% hi vivien nens de menys de 18 anys, en un 51,7% hi vivien parelles casades, en un 8,5% dones solteres, i en un 36,2% no eren unitats familiars. En el 28% dels habitatges hi vivien persones soles l'11,9% de les quals corresponia a persones de 65 anys o més que vivien soles. El nombre mitjà de persones vivint en cada habitatge era de 2,27 i el nombre mitjà de persones que vivien en cada família era de 2,73.
Per edats la població es repartia de la següent manera: un 19,6% tenia menys de 18 anys, un 6,4% entre 18 i 24, un 24,5% entre 25 i 44, un 28,5% de 45 a 60 i un 21,1% 65 anys o més.
L'edat mediana era de 45 anys. Per cada 100 dones de 18 o més anys hi havia 92,1 homes.
La renda mediana per habitatge era de 33.750 $ i la renda mediana per família de 36.864 $. Els homes tenien una renda mediana de 22.365 $ mentre que les dones 21.538 $. La renda per capita de la població era de 17.043 $. Aproximadament el 7,2% de les famílies i el 9,1% de la població estaven per davall del llindar de pobresa.

## Poblacions més properes
El següent diagrama mostra les poblacions més properes.